# Un lugar jamás visitado por el hombre (Star Trek: La serie original)
Where No Man Has Gone Before (en español: Un lugar jamás visitado por el hombre) es el segundo episodio piloto de la serie de televisión Star Trek: La serie original, y el primero en ser aceptado, y es considerado el n.º 1. Fue producido en 1965 después de que el primer piloto, La jaula, había sido rechazado por la NBC. El episodio finalmente fue transmitido como el tercero de la primera temporada el 22 de septiembre de 1966, y retransmitido el 20 de abril de 1967.
Un lugar jamás visitado por el hombre fue escrito por Samuel A. Peeples, dirigido por James Goldstone y filmado en julio de 1965. Fue el primer episodio de Star Trek en presentar a William Shatner como el capitán James Kirk. James Doohan y George Takei personificaron, por primera vez, a Scotty y a Sulu, respectivamente. En el episodio, la nave estelar Enterprise viaja hasta el límite de la galaxia, donde dos miembros de la tripulación desarrollan peligrosos poderes psíquicos. El título del episodio fue adaptado de la frase final que es dicha en los créditos de apertura de la serie, y que no solo caracteriza a la serie de Star Trek sino que también ha entrado a la cultura popular.

## Trama
La nave USS Enterprise, comandada por el capitán James T. Kirk, está en una misión de exploración que dejará la galaxia. En el camino hacia esa misión descubren el grabador de la caja negra del SS Valiant, una nave estelar terrestre perdida, y lo teletransportan a bordo. El grabador de 200 años es apenas funcional, pero indica que la nave Valiant había sido arrastrada de su ruta por una tormenta espacial magnética. Contiene los datos acerca de los últimos momentos a bordo de la condenada nave, y muestra que la tripulación estuvo buscando frenéticamente información acerca de percepción extrasensorial en la biblioteca del computador de la nave. La cinta finaliza con el capitán del Valiant dando la orden de autodestrucción.
Kirk decide que necesitan saber qué le sucedió al Valiant y el Enterprise cruza el límite de la galaxia. Al hacerlo encuentra una extraña barrera que causa serios daños eléctricos a los sistemas de la nave, y ésta es obligada a retroceder. Al mismo tiempo el timonel Gary Mitchell y la psiquiatra de la nave, la Dra. Elizabeth Dehner, quedan inconscientes por el efecto del campo. Después de despertar, los ojos de Mitchell brillan de color plata y pronto comienza a presentar notables poderes psiónicos. Los poderes de Dehner crecen más lentamente que los de Mitchell, pero ella finalmente también desarrolla el brillo plateado en sus ojos y poderes casi tan potentes como los de Mitchell.
Mitchell y Kirk han sido amigos muy cercanos durante muchos años. Como guardiamarina Mitchell fue uno de los estudiantes del entonces teniente Kirk.
A medida que aumentan sus poderes, Mitchell cada vez es más arrogante y hostil con el resto de la tripulación, declarando que él se ha convertido en dios. Él fuerza sus deseos con unos temibles poderes telepáticos y telequinéticos. El Sr. Spock cree que el Valiant puede haber experimentado el mismo fenómeno y que poderes semejantes fueron desarrollados por su tripulación. Los otros miembros de la tripulación deben haber destruido la nave para prevenir que estos dominaran la galaxia. Spock sugiere que Kirk debe encontrar una forma de destruir a Mitchell antes de que él sea más poderoso, pero Kirk lo rechaza furiosamente.
Alarmado porque Mitchell pueda terminar apoderándose del Enterprise, Kirk decide, siguiendo una sugerencia de Spock, abandonarlo en una instalación de procesamiento de litio automatizada en el remoto planeta Delta Vega. Delta Vega está totalmente automatizado sin nadie que viva allí. Una nave con mineral llega una vez cada 20 años. Una vez allí, la partida de desembarque trata de confinar a Mitchell, pero sus poderes son demasiado grandes. Finalmente se enfurece y mata al navegante, el teniente Lee Kelso, y escapa llevándose con él a la Dra. Dehner.
Kirk lo sigue y apela a la humanidad de la Dra. Dehner para que lo ayude. Cuando Mitchell se prepara para matar a Kirk con sus poderes psiónicos, la Dra. Dehner lo ataca debilitándolo. Mitchell hiere fatalmente a Dehner, pero antes de que él pueda recargarse y usar sus poderes, Kirk crea un deslizamiento de rocas y lo entierra matándolo finalmente.
De regreso al puente, Kirk escribe en el diario oficial que tanto Dehner como Mitchell dieron sus vidas «en cumplimiento de su deber», racionalizando que ellos no buscaron lo que les sucedió.

## Remasterización del aniversario número 40
Este episodio fue remasterizado y exhibido por primera vez el 20 de enero de 2007, como parte de la remasterización del aniversario 40 de la Serie Original. Fue precedido una semana antes por El parpadeo de un ojo y seguido una semana más tarde por Pues el mundo es hueco y yo he tocado el cielo.
- Junto con remasterizar el video y el audio, se animó con CGI al USS Enterprise que es estándar para todas las revisiones. Pero este Enterprise animado por CGI, sin embargo, igualaba al modelo usado para los episodios pilotos. Las diferencias más notables incluyen "antenas" saliendo desde el frente de los colectores Bussard de los dos nacelas warp (donde el Enterprise post pilotos tienen hemisferios traslúcidos con luces de colores rotatorias), un domo de puente más alto, y un disco deflector más grande.
- La toma de presentación del Enterprise usa una vista lateral de la galaxia Vía Láctea en el fondo.
- La banda rosada de la Barrera Galáctica fue revisada y le fue dada una apariencia de una nube de tormenta animada.
- Las escenas dentro de la barra también fueron revisadas.
- El planeta Delta Vega fue remozado y su pintura exterior mate fue mejorada con nubes moviéndose lentamente en el cielo.
- Fueron hechas correcciones de color, y como resultado las túnicas de comando vestidas por Kirk y Spock revelaron un tono verde distintivo diferente de las túnicas doradas llevadas por muchos del resto de la tripulación.[1]

## Producción
El piloto original de Star Trek, La jaula, fue rechazado en febrero de 1965 por los ejecutivos de la NBC. El programa les había sido vendido como Wagon Train to the Stars, y ellos pensaron que el primer piloto no cuadraba con el formato de aventura que les habían prometido y que era «demasiado cerebral» para la audiencia general. Sin embargo, la NBC tuvo el suficiente interés en el formato como para ordenar un segundo episodio piloto en marzo de 1965.
Gene Roddenberry dijo más tarde en un especial de televisión en 1988 que, como con el primer piloto, el segundo aún tenía una gran cantidad de elementos de ciencia ficción, pero al menos finalizaba con Kirk en una pelea a puño limpio con Mitchell y que, de acuerdo a Roddenberry, esto fue lo que vendió Star Trek a la NBC.
El creador de la serie Gene Roddenberry escribió dos esbozos de relatos, La gloria de Omega y Las mujeres de Mudd. El escribió el guion televisivo para el primero, y le dio el último a Stephen Kandel para que lo redactara. Roddenberry le solicitó a un asociado de largo tiempo y un veterano guionista Samuel Peeples que le enviara ideas para otro. Peeples llegó con la idea y el título para un episodio llamado "Un lugar jamás visitado por el hombre", y fue asignado para escribirlo.
Kandel cayó enfermo y su guion no fue finalizado a tiempo, los otros dos fueron remitidos a la NBC para su consideración. La NBC prefirió "Un lugar jamás visitado por el hombre" como piloto. Posteriormente "Las mujeres de Mudd" se convirtió en el segundo episodio de la producción regular, y "La gloria de Omega" fue realizado hacia el final de la segunda temporada.
Mientras el primer piloto, La jaula, tiene una duración aproximada de 63 minutos, el segundo piloto, "Un lugar jamás visitado por el hombre", duraba un poco más de 55 minutos con metraje adicional, esto fue reducido a la duración estándar para una serie de aproximadamente 50 minutos para la difusión original de la NBC para poder acomodar los comerciales.
La selección del elenco se produjo en junio de 1965. Jeffrey Hunter no estaba disponible para repetir su rol como el capitán Christopher Pike, y William Shatner fue seleccionado como su reemplazo como el capitán James Kirk. El personaje de Número Uno, la mujer que era la segundo al mando, fue desechado. El único personaje que se retuvo del primer piloto fue el oficial científico Spock, personificado por Leonard Nimoy, quien le dio la apariencia impasible del Número Uno. Spock fue retenido a pesar de la presión de la NBC, que temían su apariencia "satánica”.
Aparte del capitán Kirk, el episodio introdujo a otros dos personajes regulares de la serie: James Doohan fue seleccionado para el papel del Jefe de Ingenieros —el nombre de Montgomery Scott fue escogido después de que Doohan probó varios acentos, y había decidido que un ingeniero debería ser escocés— y George Takei fue escogido como el físico de la nave Sulu, quien se convertiría en el timonel de la nave en la serie. Uhura no apareció, ni tampoco el Dr. Leonard McCoy; el doctor de la nave fue Mark Piper (Paul Fix). Se pretendía que Piper fuera un personaje regular, y De Forest Kelley —que personificaba a McCoy en la serie— fue considerado para el rol.
Gary Lockwood, escogido para personificar al Teniente Comandante Gary Mitchell, había estelarizado una serie anterior de Roddenberry de la ABC, El Teniente. El otro invitado principal era Elizabeth Dehner, personificado por Sally Kellerman. Ambos actores necesitaron ojos plateados, que fueron producidos por un fabricante experto en lentes de contacto que introdujo papel de aluminio arrugado entre dos lentes de contacto esclerales que cubrían tanto el blanco del ojo como el iris. Estos eran anticuados incluso en esa época y eran peligrosos para la salud de los ojos de los actores. Aunque Kellerman podía insertar y quitar los lentes fácilmente y sin problemas, Lockwood los encontró casi imposibles de usar. Él necesitaba elevar su rostro y mirar a lo largo de su nariz para poder ver a través de pequeños hoyos en el papel de aluminio. Él uso esto para mejorar su actuación como el Mitchell mutante, ya que la inusual mirada le daba un aspecto arrogante y amenazador.
Otros miembros del elenco incluían a Paul Carr como el navegante Lee Kelso, Lloyd Haynes como el Oficial de Comunicaciones Alden y Andrea Dromm como la Asistente Smith (Tanto Alden como Smith se pretendían como regulares en el programa, pero fueron reemplazados por Uhura y Janice Rand respectivamente). El episodio también fue la primera vez que el actor de reparto de larga trayectoria Eddie Paskey apareció; su personaje sería identificado como el Teniente Leslie.
Los trajes del primer piloto fueron usados en Un lugar jamás visitado por el hombre pero serían modificados para la serie real, los colores serían alterados y se introdujeron collares de color negro. La mayor parte de los escenarios del Enterprise usados en La jaula  también fueron reutilizados, mientras que la enfermería fue el único escenario grande que se construyó para el episodio. Como La jaula, el episodio fue filmado en los estudios de Desilu de Culver City.
El episodio fue dirigido por James Goldstone. Ernest Haller, quien había ganado el Óscar de 1939 por mejor fotografía en la película Lo que el viento se llevó, sirvió como el director de fotografía para el programa. Él había sido traído en el último minuto del semi-retiro por recomendación de Goldstone, después de intentar —infructuosamente— localizar a un camarógrafo. Robert H. Justman fue acreditado como director asistente.
La filmación comenzó el 19 de julio de 1965, varios días más tarde de lo que originalmente se programó. Durante la filmación de este episodio, había un nido de avispas ubicado en las vigas del estudio que fue molestado, y como resultado muchos de los miembros del elenco y del equipo sufrieron picaduras. Como esto sucedió un viernes, la pausa del fin de semana permitió que las hinchazones disminuyeran, pero Shatner requirió maquillaje adicional para esconder las picaduras durante la filmación del siguiente lunes. La filmación finalizó en la tarde del 28 de julio de 1965, el metraje final filmado fue la pelea entre Kirk y Mitchell. Mientras la planificación destinó siete días para filmar el episodio, realmente se requirieron nueve, como Justman originalmente había estimado. El episodio costó alrededor de $300.000 dólares, aproximadamente la mitad de lo que se gastó en hacer La jaula.
La posproducción del episodio fue retrasada por la participación de Roddenberry en otro piloto, Police Story. La posproducción finalizó en enero de 1966, y el episodio fue presentado a la NBC para su aprobación, esa versión difería de lo que se transmitió finalmente en que cada uno de los cuatro actos tenían títulos incluidos ("Acto I", "Acto II", etc.), así como un epílogo, a la manera de las producciones televisivas de Quinn Martin. También usaba una narración de apertura, por parte de Shatner, mucho más larga. En total casi 5 minutos de metraje adicional fueron cortados para acomodarse al formato de transmisión, de 50 minutos, de la red, diseñado para permitir los comerciales. La versión del piloto restaurada alternativa de este episodio fue incluida en el Blu-ray de la tercera temporada de la Serie Original titulado: "Un lugar jamás visitado por el hombre" – El Episodio Piloto Restaurado, No Transmitido Alternativo. La aprobación final llegó en febrero de 1966 y la serie comenzó la producción para su transmisión en septiembre de 1966. El episodio fue mostrado en la 24a Worldcon en Cleveland, Ohio, el 3 de septiembre de 1966, poco antes del debut de Star Trek en la NBC, donde recibió una aclamación de pie. "Un lugar jamás visitado por el hombre" se transmitió como el tercer episodio de la serie el 22 de septiembre de 1966. Fue el primer episodio en ser exhibido en el Reino Unido por la BBC el 12 de julio de 1969.

## Continuidad
El nombre del episodio es el primer uso de la frase «Un lugar jamás visitado por el hombre» en Star Trek. La frase sería incorporada en la secuencia de créditos de apertura en los siguientes episodios, y como parte del famoso discurso "Espacio: La frontera final…" dado por el Capitán Kirk. La frase también sería usada (con la palabra "hombre" cambiada por la neutral, en términos de género, "alguien"), en la narración de los créditos de Star Trek: La nueva generación.
La inicial del segundo nombre de Kirk es mostrada como "R." en "Un lugar jamás visitado por el hombre" y es vista claramente en la lápida construida por Mitchell para Kirk, en los episodios siguientes se usa "James T. Kirk", y Star Trek VI: aquel país desconocido hace oficial el segundo nombre de "Tiberius" (usado previamente en "Bem", un episodio de la serie animada). Varias sugerencias han sido hechas para explicar esta discrepancia, la trilogía El Guardia de mi Hermano de Michael Jan Friedman especula que esto es el resultado de una broma entre Mitchell y Kirk. Roddenberry lo cita como un error humano por parte de Mitchell. La novela Q-Squared de Peter David, ubica los eventos de este episodio en un universo paralelo en el cual, entre otras diferencias, la inicial del segundo nombre de Kirk es realmente una R.
El episodio incluye la primera fecha estelar (1313.8) y hace la primera referencia a la Academia, en la que Kirk fue profesor de Mitchell. Los "cristales de litio" mencionados en el episodio más tarde serán renombrados a los inventados cristales de "dilitio". El episodio se inicia con Kirk y Spock jugando una partida de ajedrez tridimensional.
La Cronología de Star Trek de Michael y Denise Okuda ubica al episodio en el año 2265, 300 años después de su producción. La Barrera Galáctica es mencionada y revisitada en el episodio posterior Por cualquier otro nombre.
Muchos cambios al puente del USS Enterprise fueron hechos después de que este episodio fuera producido. Entre otros estaba una nueva pantalla delantera y una consola de navegación y de timonel actualizada. También, las posiciones del timonel y el navegante fueron cambiadas (en este episodio, el navegante se sentaba al lado de babor de la consola, y el timonel al lado de estribor. En el resto de la serie se sentaban al revés). Cuando la producción de la serie real comenzó, se decidió también introducir un nuevo diseño de uniforme para la tripulación de la nave Enterprise, aunque en el primer episodio regular que se produjo, Las maniobras de la Carbonita, algunos de los personajes, tales como Uhura, son mostrados vistiendo el estilo de uniforme de Un lugar jamás visitado por el hombre. También ajustes al maquillaje de Spock fueron hechos, específicamente al ángulo de sus cejas, refinamientos a su corte de pelo y la moderación del brillo amarillo-verdoso de su piel.
Spock también hace referencia a que su ancestro se casó con una humana cuando más adelante en el episodio, su madre es presentada como una humana.
En este episodio la consola de la estación de maniobra y navegación fue usada para la consola de la sala de teletransportación. En futuros episodios una estación dedicada sería construida con los característicos controles deslizantes y puestos centralmente la pantalla de selección de coordenadas para la teletransportación.
La enfermería en este episodio usa sábanas convencionales, pero en episodios posteriores usan materiales metálicos más futuristas. La sonda biológica, localizada bajo el panel de monitoreo médico, pensada para monitorear las funciones fisiológicas del paciente, era un simple tubo, que más tarde fue reemplazado por una pieza de acrílico más detallada, iluminada internamente.
Las armas de mano son llamadas láseres y los rifles fáser hacen su única aparición de todo Star Trek: La serie original.

## Secuelas y adaptaciones
El episodio fue adaptado como historia corta por James Blish para Star Trek 8, publicado en 1972. También se convirtió en la segunda de las fotonovelas de Bantam publicadas en 1977.
La Barrera Galáctica es más tarde asociada con Q, en dos novelas no relacionadas y no canónicas: La Q-Squared de 1994 por Peter David, y las novelas del Continuum Q de Greg Cox de 1998. En el primer libro, Q se refugia en la barrera, mientras que las últimas sugieren que la Barrera Galáctica había sido creada para excluir de la galaxia al ser maligno 0.
Gary Mitchell no aparece nuevamente en la serie. Varios libros incluyendo El Guardián de mi Hermano de Michael Jan Friedman y Enterprise: La Primera Aventura de Vonda N. McIntyre hacen participar al personaje de Mitchell en las aventuras ambientadas antes de los eventos del episodio. La novela Presagio de la Star Trek: Vanguard del año 2005 es ambientada inmediatamente después de los eventos de "Un lugar jamás visitado por el hombre", y muestra a un complicado Kirk lamentando la muerte de su amigo. La novela Valiant de la Stargazer de Friedman presenta a dos personas que se dicen que son descendientes de la tripulación del Valiant. La película, filmada por aficionados, De Dioses y Hombres usa al actor Daamen Krall en rol de Mitchell. El relato es ambientado en una línea de tiempo donde Kirk nunca nació y donde Mitchell se convierte en el gobernante del Orden Galáctico.
La Barrera Galáctica presentada en Un lugar jamás visitado por el hombre fue explicada más tarde en la novela El Cielo Herido por Diane Duane publicado en 1983. Fue explicada como una barrera de energía que fue el resultado del frente de una ola de radiación dura producto de la explosión de una megaestrella en una agrupación globular justo más allá del límite de la Vía Láctea. Es curioso darse cuenta de que la autora dijo que el frente de la ola de energía estaba penetrando la galaxia pero que la distancia previno que hiciera contacto con mundos habitados durante aproximadamente 9000 años.

## Recepción
Zack Handlen de The A.V. Club le dio al episodio una evaluación de 'B+', describiéndolo como un «episodio torpe, pero no sin sus encantos».

## Versión Alternativa
Un coleccionista de películas alemán encontró una versión alternativa de este episodio y llamó la atención de la CBS/Paramount sobre ella. La CBS publicó la versión alternativa en Blu-ray el 15 de diciembre de 2009 en la caja de la tercera temporada de La Serie Original. Las diferencias incluyen partituras musicales alternativas, una narración diferente de Shatner, y "pausas entre actos" en el estilo de una producción de Quinn Martin.